# 崀峨语
崀峨语（自称: la21 u21）是一种在永胜县西南部程海镇的12个崀峨村庄由约2,500人使用的彝语支语言。